# Васил Карадимов
Васил Димов Карадимов е български художник.

## Биография
Васил Карадимов е роден в село Самуил, Разградски окръг на 14 юли 1937 г. Учи живопис при проф. П. Петров и проф. И. Петров. От 1960 година живее в Разград.
През 1973 г. е приет за член на Съюза на българските художници, а 1975 г. е избран за творчески секретар на групата на художниците в Разград. Като такъв става инициатор и организатор на редица обществено-значими инициативи, като Международен пленер по живопис, Младежка изложба за карикатура.
Основна тема на неговите творби е Лудогорието. От 1970 г. участва в общи художествени изложби в България. Има над 20 самостоятелни изложби в страната и чужбина. В периода между 1973 и 1992 г. взима участие в международни изложби зад граница в градовете: Москва, Варшава, Берлин, Париж, Лондон, Хамбург.
На 28 януари 1998 г. е удостоен със званието почетен гражданин на Разград. Умира на 84-годишна възраст след продължително и тежко боледуване на 4 февруари 2022 г. Погребението му е на следващия ден в Разград.